# Міжнародна спілка електрозв'язку
Міжнаро́дний союз електрозв'язку (МСЕ) (англ. International Telecommunication Union, ITU) — міжнародна організація, що визначає стандарти (точніше, за термінологією МСЕ — Рекомендації, англ. Recommendations) в галузі телекомунікацій та радіо. Це, імовірно, найстарша з нині існуючих міжнародних організацій, вона була заснована в Парижі ще 17 травня 1865 року під назвою «Міжнародна телеграфна спілка» (фр. Union internationale du telegraphe). В основному МСЕ займається розподілом радіочастот, міжнародною телефонною організацією та організацією радіозв'язку, стандартизацією телекомунікаційного обладнання. Зараз МСЕ офіційно є спеціалізованим агентством ООН і має штаб-квартиру в Женеві (Швейцарія) поруч із Палацом Націй (Європейське відділення ООН).

## Історія
У 1947 отримала статус спеціалізованого агентства Організації Об'єднаних Націй (ООН). Центральний офіс ITU розташований у Женеві (Швейцарія). Штатний склад співробітників становить 770 осіб. Річний бюджет організації становить близько 333 мільйонів швейцарських франків.
ITU — стара міжнародна професійна організація. Вона була заснована в 1865 р. після підписання 20-и європейськими державами першої міжнародної конвенції з телеграфії. Перша назва ITU розшифровувалася як Міжнародна спілка з телеграфії (International Telegraph Union). Весь час свого існування ITU несло відповідальність за розробку правил і рекомендацій, що регламентують розвиток глобальних телекомунікаційних мереж і сприяючих стандартизації телепослуг, а також стандартизації операцій з експлуатації систем електрозв'язку. ITU оперативно відстежувала новітні досягнення, такі, як, наприклад, винахід телефону і радіотелеграфії, поява супутникового зв'язку і цифрових систем передачі даних, сучасних комп'ютерних мереж і систем мобільного зв'язку, інтегруючи ці досягнення в глобальні телекомунікаційні послуги.
Свою перша назва організація зберігала до 1932 р., коли на мадридській міжнародній конференції з телекомунікацій було ухвалено рішення про зміну її назви. ITU почала називатися Міжнародною спілкою з телекомунікацій (International Telecommunication Union), що дозволило зберегти незмінній абревіатуру назви організації.
У 1956 в результаті чергової реорганізації ITU був сформований Міжнародний консультативний комітет із телеграфії і телефонії (International Telephone and Telegraph Consultative Committee, — CCITT), в роботах якого, зокрема, були закладені основи стандартизації технологій комп'ютерних мереж. Іншими основними підрозділами ITU у той час були: CCIR (the International Radio Consultative Committee — Міжнародний консультативний комітет із радіозв'язку) і IFRB (the International Frequency Registration Board — Міжнародна рада з реєстрації частот), а з 1990 р. і Рада з розвитку телекомунікацій у країнах, що розвиваються (Telecommunications Development Bureau — TDB).

## Структура
У грудні 1992 на позачерговій женевській конференції була проведена структурна реформа ITU. Були створені три сектори:
- Радіозв'язку (Radiocommunication Sector або ITU-R) — сектор, що включає загальні функції комітету з радіозв'язку CCIR. Крім того, до компетенції TU-R входить міжнародний розподіл радіочастотного спектру та орбіт супутників зв'язку. Штаб-квартира комітету розташована в Женеві. У ній розташований постійно діючий секретаріат та Бюро з радіокомунікацій.
- Стандартизації телекомунікації (Telecommunication Standardization Sector (TSS) або ITU-T) — сектор, який прийняв на себе функції CCITT, а також функції комітету з радіозв'язку CCIR, пов'язані з виходом засобів радіозв'язку на мережі загального користування. Згідно цього стандарту відбувається класифікація міжнародних кодів телефонних номерів в світі. І саме тому в Європейських країнах телефонний номер починається з +3 або +4.
- Розвитку телекомунікацій (Telecommunication Development або ITU-D) — сектор, що визначає питання стратегії і політики розвитку систем електрозв'язку[7].

## Співробітництво України у рамках МСЕ
Основною метою співробітництва України у рамках МСЕ залишається вдосконалення та раціональне використання інформаційно-комунікаційної інфраструктури, а також долання «цифрового розриву» в телекомунікаційних технологіях на національному та міжнародному рівнях. Супутньою метою співпраці з МСЕ залишається спільна діяльність з розробки та використання відкритих, функціонально сумісних, недискримінаційних міжнародних стандартів, що визначаються споживчим попитом.
Важливого значення для України також набуває діяльність дослідних комісій МСЕ, яка охоплює сферу технічного прогресу і міжнародної стандартизації в області мовлення, а також споріднених йому аудіовізуальних та мультимедійних застосувань, заснованих на використанні радіотехнологій. На сьогодні робота національних делегацій зосереджується на питаннях подальшого технічного прогресу телевізійного, звукового та мультимедійного мовлення, створення нових методів цифрової обробки, передавання та відтворення аудіовізуальної інформації, прогресу методів оцінки якості аудіовізуальної інформації, планування частотно-територіального ресурсу для наземних та супутникових мовленнєвих служб, використання нових підходів до стиснення аудіовізуальної інформації для подальшого підвищення ефективності її обробки та передачі.
Супутньою метою сучасного етапу співробітництва України у рамках МСЕ у галузі міжнародної стандартизації мовлення є забезпечення міжнародного правового захисту спільного використання в Україні радіомовних аналогових і цифрових систем, служб і технологій на весь перехідний період від аналогового до цифрового мовлення, врахування національних інтересів України під час розроблення міжнародних нормативних документів, що стосуються стратегії впровадження цифрового мовлення, подолання цифрового розриву, а також створення цифрових служб нових поколінь.

## Інше
МСЕ підраховує індекс розвитку інформаційно-комунікаційних технологій.